# De achterdeur

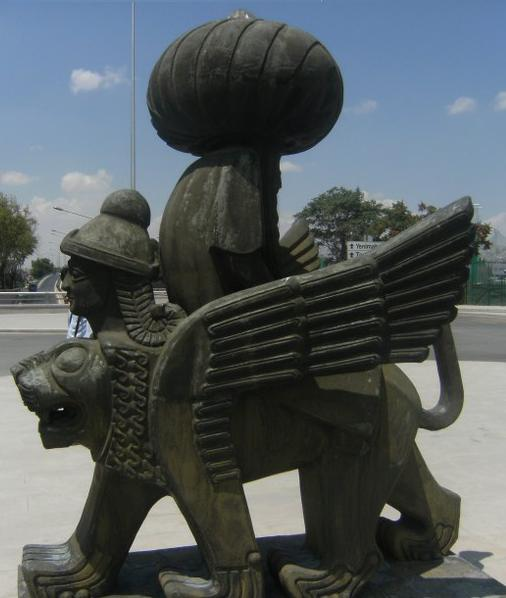
Nasreddin Hodja

De achterdeur is een van de titels die gegeven is aan een volksverhaal uit Turkije.

## Het verhaal
Hodja is altijd blij als zijn buurman na een avond kletsen weer weg gaat. Op een avond laat hij zijn vrouw zeggen dat hij niet thuis is. De buurman zegt dat hij Hodja enkele minuten daarvoor naar binnen heeft zien gaan door de voordeur. Hodja begrijpt dat zijn buurman net zo moeilijk te overtuigen is als een koppige ezel. Hij wordt kwaad en vraagt of de buurman soms niet weet dat het huis ook een achterdeur heeft. Het is natuurlijk mogelijk dat hij door de achterdeur is vertrokken.

## Achtergronden
- Zie ook Nasreddin Hodja.